# یون اینگه هویلاند
یون اینگه هویلاند (انگلیسی: Jon Inge Høiland؛ زادهٔ ۲۰ سپتامبر ۱۹۷۷) بازیکن فوتبال اهل نروژ است.
از باشگاه‌هایی که در آن بازی کرده‌است می‌توان به باشگاه فوتبال روزنبورگ، باشگاه فوتبال کایزرسلاوترن، باشگاه فوتبال گوتبورگ، و باشگاه فوتبال مالمو اشاره کرد.
وی همچنین در تیم ملی فوتبال نروژ بازی کرده‌است.